# درو فولر
درو فولر (بالإنجليزية: Drew Fuller)‏ (19 مايو 1980 - )، ممثل أمريكي، عمل أيضاً بالسابق كعارض أزياء.

## روابط خارجية
- درو فولر على موقع IMDb (الإنجليزية)
- درو فولر على موقع روتن توميتوز (الإنجليزية)
- درو فولر على موقع ألو سيني (الفرنسية)
- درو فولر على موقع ميوزك برينز (الإنجليزية)
- درو فولر على موقع تيرنر كلاسيك موفيز (الإنجليزية)
- درو فولر على موقع أول موفي (الإنجليزية)
- درو فولر على موقع إن إن دي بي (الإنجليزية)
- درو فولر على موقع قاعدة بيانات الفيلم (الإنجليزية)
- درو فولر على موقع كينوبويسك (الروسية)